# Zeami
Motokiyo Zeami  (世阿弥 元清?, Zeami Motokiyo), conosciuto anche col nome di Kanze Motokiyo (観世 元清?) (Nagoya, 1363 circa – 1443 circa) è stato un attore e drammaturgo giapponese.
Assieme al padre, Kan'ami Kiyotsugu, è considerato il fondatore del teatro Nō. Le sue opere sono caratterizzate da una varietà di temi classici e moderni provenienti da tradizioni giapponesi e cinesi, e da numerosi riferimenti al Buddhismo Zen.

## Biografia
Zeami nacque nel 1363 a Nagoya, il suo nome da fanciullo era Kiyomoto. Sua madre era la figlia di Takehara Daikaku, sacerdote e signore feudale di Obata. Suo padre, Kan'ami, era a capo di una compagnia di sarugaku, la Yūzaki-za (結崎座?), poi rinominata Kanze-za (観世座?), che si esibiva soprattutto nella regione di Kyōto tra la fine degli anni sessanta e l'inizio degli anni settanta del XIV secolo. Zeami venne affidato per la sua educazione ad un membro della compagnia Konparu-za (金春座?), con cui continuò a mantenere rapporti durante l'arco della sua vita.
In seguito entrò nella compagnia del padre, che si esibì anche al Daigoji grazie alla sua fama in ascesa. Qui il fascino ed il talento del giovane Zeami emersero in breve tempo.
Nel 1374 il consigliere Ebina no Naami (海老名南阿弥?), arrangiò un'esibizione della Kanze-za a Imagumano (今熊野?), al cospetto dello Shōgun Ashikaga Yoshimitsu, che all'epoca aveva 17 anni. Nonostante la sua giovane età, lo shōgun era già molto potente politicamente ed era un grande sostenitore delle arti. Fu particolarmente impressionato dallo spettacolo, soprattutto dalla recitazione di Kiyomoto, appena dodicenne, e decise di sostenere la compagnia, un onore senza precedenti per degli attori, a quell'epoca. Da quel momento padre e figlio vennero invitati spesso a corte, nonostante la disapprovazione da parte degli altri cortigiani, che ritenevano sconveniente l'attrazione di Yoshimitsu per degli artisti di umili origini.
Dato il suo rapporto con lo shōgun, a Zeami vennero impartiti studi classici da statisti di corte e dal poeta Nijo Yoshimoto. Nijo, divenuto famoso per le sue abilità nel produrre renga (un tipo di componimento poetico giapponese), insegnò a Zeami la letteratura, la poesia e la filosofia, e gli diede il nome di Fujiwaka. Questo tipo di istruzione fu veramente insolita per un attore, a cui normalmente, a causa del basso status sociale, veniva riservata una scarsa educazione. Grazie a tale ambiente colto, Zeami scrisse in quegli anni numerosi drammi e i primi trattati sulla pratica dell'attore. Il mecenatismo gli permise di diventare un'artista professionista e, dopo la morte del padre avvenuta nel 1385, ereditò la carica di capo della compagnia, che diventerà famosa sotto la sua guida.
Uno dei suoi spettacoli più importanti risale al 1394, quando si esibì durante la visita di Ashikaga Yoshimitsu al Santuario Kasuga a Nara. La sua partecipazione a questo evento politico importante fa capire quanto all'epoca egli fosse conosciuto. Nel 1399 fece altre due importanti esibizioni per lo shōgun: la prima al Daigoji e la seconda un mese dopo a Kyōto.
Nel 1408, dopo un'esibizione tenutasi nella sua dimora a Kitayama, Yoshimitsu concesse la sua protezione all'attore di sarugaku Inuō (犬王? , poi chiamato Dōami 道阿弥). In quello stesso anno lo shōgun morì e a succederlo fu il figlio Yoshimochi, il cui favore andò invece all'attore di dengaku Zōami (増阿弥?). Nonostante la perdita della protezione dello shogunato, la carriera di Zeami si mantenne solida grazie al rapporto intrattenuto con la classe dei commercianti urbani. Dato il suo status di figura pubblica ben rispettata, riuscì ad ottenere anche il favore di altri mecenati e a consolidare la sua posizione nel panorama artistico. Tra il 1418 e il 1428 scrisse numerosi drammi.
Alla morte di Yoshimochi nel 1428 gli succedette Ashikaga Yoshinori, che si dimostrò apertamente ostile a Zeami e al figlio Motomasa (元雅?); entrambi vennero allontanati dalla corte. Nel 1432 Motomasa morì improvvisamente e si aprì la questione della successione. Zeami si rifiutò di nominare il nipote On'ami (音阿弥?) come suo successore, preferendogli il genero Konparu Zenchiku (金春禅竹?), e Yoshinori disapprovò questa sua decisione, poiché teneva in alta considerazione On'ami.
Probabilmente a causa di questo disaccordo e all'ostilità che provava nei confronti di Zeami, nel 1434 lo shōgun decise di esiliarlo sull'Isola di Sado. Non si hanno informazioni precise riguardo ai suoi ultimi anni di vita, ma si racconta che durante il suo esilio Zeami abbia composto sette, o addirittura dieci opere che poi fece recapitare al monaco Zen Ikkyū Sōjun per farle pubblicare; quest'ultimo le mostrò all'Imperatore che ne rimase impressionato e perdonò Zeami, permettendogli di tornare.
Zeami morì nel 1443.

## Opere
Oltre a dirigere la compagnia, Zeami ne scrisse i drammi. Molte delle sue opere più conosciute si ispirano allo Heike Monogatari.
Mescolò danza popolare, tragedia e musica con la poetica classica giapponese e cinese, permettendo così l'espansione e la diffusione della tradizione classica tra la popolazione comune. Nei suoi testi Zeami venne influenzato dal buddhismo Zen, che in quegli anni rappresentava la corrente buddhista dominante: ne utilizzò numerose illustrazioni, coniò nuovi termini e ne usò altri già esistenti fuori dal loro contesto originario. Nel 1422 Zeami diventò un monaco laico.

## Saggi
Nei suoi saggi, considerati i più antichi testi conosciuti sulla filosofia del teatro nella letteratura giapponese, Zeami gettò le basi della struttura ed estetica del Nō e del ruolo dell'attore. Il suo scopo era facilitare la trasmissione delle conoscenze da un successore all'altro, per assicurare che la compagnia continuasse a godere della protezione di mecenati.
In un periodo di circa 40 anni Zeami produsse 21 testi critici, in cui emergono anche le influenze dei drammaturghi suoi contemporanei, Inuō e Zōami. Grazie in particolare all'influenza di Inuō, nei suoi trattati vi fu un progressivo slittamento dal monomane (物真似? , lett. "mimesi"), ossia la rappresentazione precisa e fedele di un determinato soggetto, allo yūgen (幽玄? , lett. "grazia"), ossia l'eleganza nella rappresentazione e armonia tra i vari elementi uditivi e visivi della scena.
Questi testi si avvalevano di linguaggio tecnico e presupponevano una solida conoscenza della terminologia che vi veniva utilizzata. In essi vengono analizzati più importanti aspetti dell'arte teatrale, dalle tecniche di scrittura di un dramma alla classificazione degli spettacoli, dagli stili di recitazione dei personaggi e i movimenti del corpo alle musiche.

### Fūshikaden
Il Fūshikaden (風姿花伝? , "Della trasmissione del fiore della interpretazione"), conosciuto anche come Kadensho (花伝書? "Il libro della trasmissione del fiore"), fu scritto tra il 1400 e il 1402 ed è il primo saggio noto in Giappone sul teatro Nō. È suddiviso in sette capitoli in cui vengono spiegate le basi della recitazione e i vari tipi di ruoli, viene descritta l'origine sacra del Nō, i suoi principi fondanti e l'estetica dello hana (花? , "fiore"). Contiene anche l'analisi dello Jo-ha-kyū, considerato da Zeami un concetto universale. Sono incluse infine anche molte delle considerazioni di Kan'ami riguardo al teatro Nō.

### Kakyō
Mentre il Fūshikaden discute a lungo sul concetto di hana, Kakyō (花鏡? , "Lo specchio del fiore", 1424) si focalizza invece sui concetti di yūgen e di myō (妙? , "sublime, meraviglioso"). Inoltre Zeami parla di "Nō che si impone mediante la mente", intendendo con ciò uno stile proprio solamente dell'attore più abile, e lo definisce un "Nō della non-coscienza". Alcuni studiosi attribuiscono questo spostamento all'avvicinamento di Zeami allo Zen.

## Declino
Dopo essere diventato shōgun, al contrario del suo predecessore Yoshinori dimostrò un forte disprezzo nei confronti di Zeami, e le origini di questi suoi sentimenti sono tuttora ignote. Si è ipotizzato che una delle cause fosse la relazione di parentela tra Zeami e Kusunoki Masashige. Stando al documento noto come Genealogia Kanze-Fuduka, scoperto nel 1967, Masashige era uno zio di Kan'ami che nel 1335 morì in battaglia opponendosi allo shogunato degli Ashikaga in favore della Restaurazione Kemmu. Un'altra possibile motivazione è rintracciabile nelle opere di Zeami: dato il suo carattere spesso descritto come eccentrico, lo shōgun preferiva esibizioni pittoresche che includessero demoni, ma poiché Zeami non trattava molto questo tema le sue opere erano poco apprezzate da Yoshinori. Preferiva le rappresentazioni del nipote di Zeami, On'ami, in quanto oltre ad includere personaggi come i demoni, erano in uno stile vivace e sfolgorante, da lui molto apprezzato.
Il primogenito di Zeami, Motomasa, cominciò a dirigere la troupe nel 1429. Quell'anno, sebbene sia Motomasa che On'ami avessero avuto l'opportunità di esibirsi per lo Shogun e per l'Imperatore Go-Komatsu durante una festa di 10 giorni, Yoshinori proibì a Zeami e al figlio l'ingresso al Palazzo Imperiale di Sentō, probabilmente a causa del rifiuto di Zeami di dare a On'ami le sue opere complete. L'anno seguente, Zeami venne destituito da direttore musicale del Santuario di Kiyotaki (清瀧神社?, kiyotaki jinja). Quello stesso anno il secondogenito di Zeami, Motoyoshi (元能?), si ritirò dal teatro e divenne monaco buddhista. Nel 1432 Motomasa morì, forse assassinato per gli stessi motivi che due anni dopo portarono Zeami a perdere il favore shogunale e all'esilio.
On'ami ereditò il comando della scuola Kanze. La nomina gli venne conferita dallo shōgun, nonostante le compagnie fossero ereditarie e Zeami vi si fosse inizialmente opposto. Zeami credeva che la sua discendenza fosse morta con Motomasa, ma On'ami sosteneva che lui stesso fosse in grado di continuarla. Zeami diede le sue opere complete al genero Zenchiku, drammaturgo della scuola Konparu, invece che ad On'ami.

## Eredità
Molte delle opere di Zeami sono state tradotte in lingue europee, e le versioni contemporanee dei suoi scritti sono spesso semplificate. Alcuni però non esistono più e 16 sono presenti solo in forma di manoscritti rari.
I testi di Zeami non circolavano presso il pubblico: solo i suoi successori ne avevano accesso. Nel 1908 tuttavia, in un negozio di libri usati a Tōkyō vennero trovati numerosi suoi saggi, che conobbero un'ampia diffusione. Solo nel 1940 essi vennero riuniti e stampati in una raccolta.